# 社会知觉
社会知觉是个人在社会环境中对其它个体或群体的心理状况、动机和意向进行推断的过程。它包括三个方面的知觉：对人、对社会事件因果关系及对人际关系。与之相对的概念是物知觉。
社会认知包括信息的收集与选择、信息的整合两个过程。